# 台湾割鸡芒
台湾割鸡芒（学名：Hypolytrum formosanum）为莎草科割鸡芒属下的一个种。

## 扩展阅读
維基物種上的相關：台湾割鸡芒